# Matthäus Merian

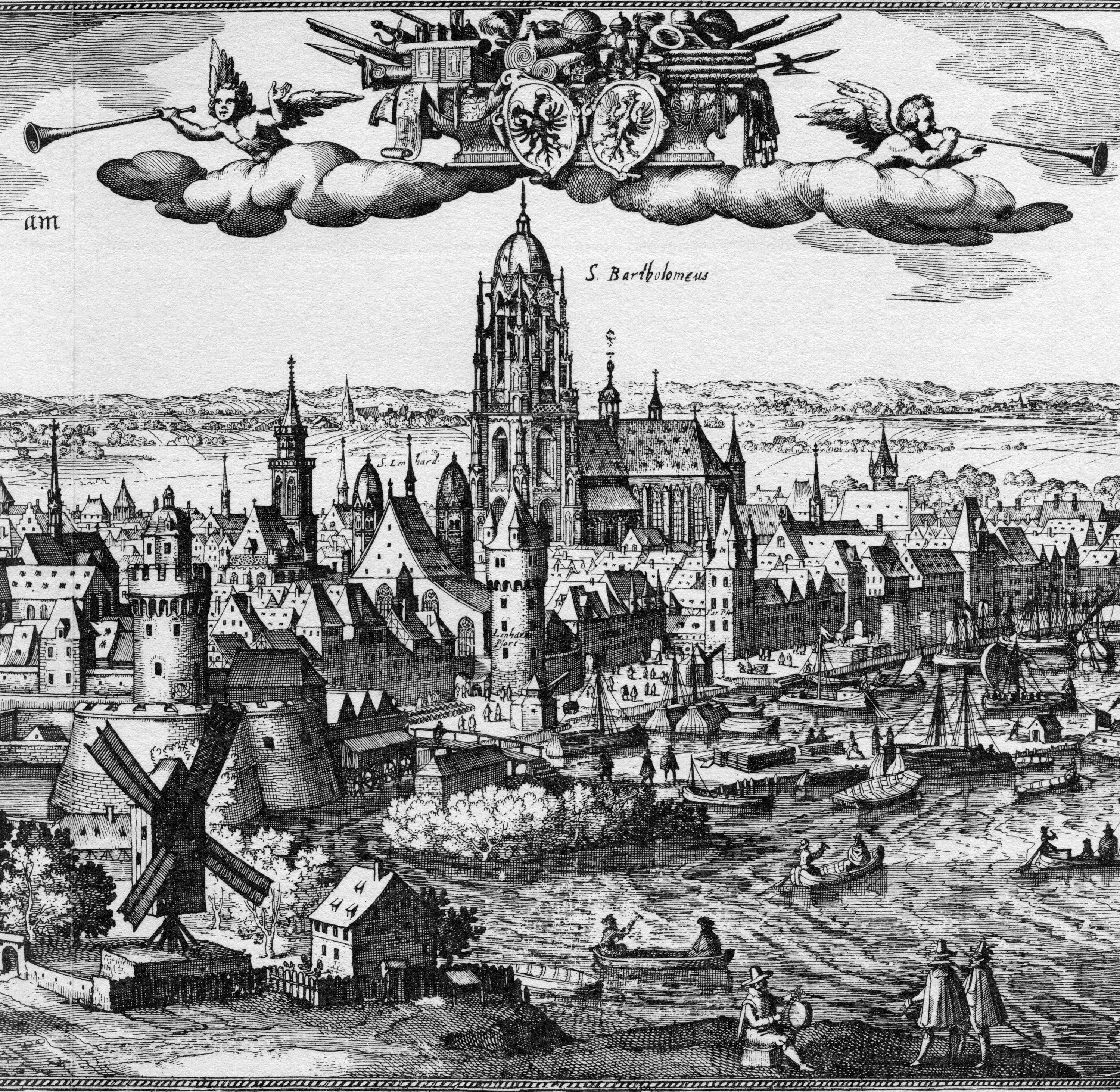
Orașul Frankfurt la 1612, gravură de Matthäus Merian

Matthäus Merian (n. 22 septembrie 1593, Basel, Elveția – d. 19 iunie 1650, Bad Schwalbach, Hessa, Germania), cunoscut și sub numele de Matthäus Merian der Ältere („Matthäus Merian cel Bătrân”), a fost un editor și gravor german de origine elvețiană.
A fost tatăl Mariei Sibylla Merian, cunoscută ca naturalist, entomolog și ilustrator științific.